# سد فیفیدی
سد فیفیدی (به لاتین: Phiphidi Dam) یک سد در آفریقای جنوبی است که در Thohoyandou, Limpopo واقع شده‌است.